# Abraham Merritt

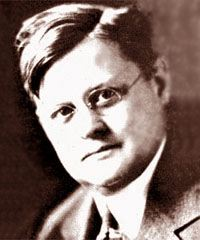
Abraham Merrit (um 1920)

Abraham Grace Merritt (* 20. Januar 1884 in Beverly, New Jersey; † 21. August 1943 in Indian Rocks Beach, Florida) war ein amerikanischer Journalist und Autor von Science-Fiction und Fantasy.

## Leben
Abraham Merritt brach die Schule ab und nahm im Alter von 17 Jahren an Ausgrabungen in Yucatán teil. Er war einer der ersten Weißen, die die Maya-Stadt Tulúm besuchten. Mit 18 wurde er Reporter bei der Zeitung Philadelphia Inquirer. Mit 24 war er Mitherausgeber dieser Zeitung. Ab 1937 war Merritt Herausgeber von The American Weekly, einem Hearst-Blatt. Zu seinen Hobbys gehörte subtropischer Gartenbau, außerdem spielte er Harfe.
Merritt war zweimal verheiratet, mit Eleanore Ratcliffe und Eleanor H. Johnson.

## Werk
Merritt gehörte mit Edgar Rice Burroughs und Henry Rider Haggard zu den einflussreichsten Autoren amerikanischer Abenteuerliteratur der 1920er- und 30er-Jahre. Zum Grundmuster seiner Romane gehört ein männlicher Held, der zusammen mit einem Helfer eine vergessene Kultur findet und in allerlei übernatürliche Abenteuer gerät. Viele Versatzstücke der Abenteuerliteratur gehören dazu, wie nichtmenschliche Völker, überlegene Technologie, versunkene Kontinente, Dekadenz. Wesentliches Element ist eine Romanze mit einer Frau aus der betreffenden Kultur. Am Schluss obsiegt der Held, der mit der Geliebten einen Platz unter den Fremden findet. Manchmal verstirbt allerdings auch die Geliebte und er kehrt in „unsere“ Zivilisation zurück (The Face in the Abyss).
Merrits Roman Seven Footprints to Satan (deutsch Sieben Schritte zu Satan) wurde 1929 von Benjamin Christensen verfilmt. 1936 verfilmte Tod Browning den Roman Burn, Witch, Burn! unter dem Titel The Devil Doll (deutsch Die Teufelspuppe) mit Lionel Barrymore und Maureen O’Sullivan in den Hauptrollen.
Merritt wurde 1999 postum in die Science Fiction Hall of Fame aufgenommen. 2009 erhielt er postum den Cordwainer Smith Rediscovery Award für vergessene oder nicht mehr hinreichend gewürdigte Science-Fiction-Autoren.

## Bibliografie
Romane

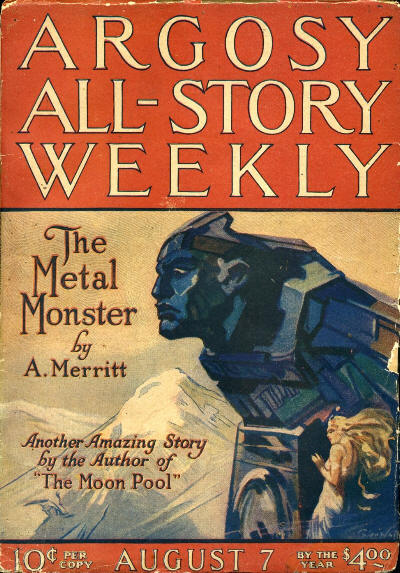
The Metal Monster in Argosy, 1920

- The Moon Pool (1919, auch als The Conquest of the Moon Pool)
  - Deutsch: Der Mondsee. Übersetzt von Bernd Holzrichter. Heyne (Science Fiction & Fantasy #3603), 1978, ISBN 3-453-30510-8. Auch als: Der Mondteich. Übersetzt von Marcel Bieger. Fischer (Bibliothek der phantastischen Abenteuer #2735), 1988, ISBN 3-596-22735-6.
- The Ship of Ishtar (1924, 1926)
  - Deutsch: Teil 1: Schiff der Ischtar. Teil 2: König der zwei Tode. Übersetzt von Lore Straßl. Pabel (Terra Fantasy #35 und 36), 1977. Auch in einem Teil als: Insel der Zauberer. Blitz (Phantastische Romane #3102), 1999, ISBN 3-932171-97-7.
- Seven Footprints to Satan (1917, 1928)
- The Snake Mother (1930)
  - Deutsch: Die Schlangenmutter. Pabel (Terra Fantasy #79), 1980.
- The Face in the Abyss (1931)
  - Deutsch: Das Gesicht im Abgrund. Fischer (Bibliothek der phantastischen Abenteuer #2727), 1987, ISBN 3-596-22727-5.
- Dwellers in the Mirage (1932)
  - Deutsch: Teil 1: Königin im Schattenreich. Teil 2: Die Höhle des Kraken. Übersetzt von Lore Straßl. Pabel (Terra Fantasy #47 und 48), 1978. Auch als: Das Volk der Fata Morgana. Übersetzt von Marcel Bieger. Fischer (Bibliothek der phantastischen Abenteuer #2703), 1986, ISBN 3-596-22703-8.
- Burn, Witch, Burn! (1932, 1933)
  - Deutsch: Die Puppen der Madam Mandilip. Übersetzt von Arnold G. Ludwig. Pabel (Utopia-Krimi #12), 1956. Auch als: Flieh, Hexe, flieh!. In: Sarban, Abraham Merritt, Gustav Meyrink: Hexen & Teufel: Ein satanisches Lesebuch. Festa (Allgemeine Reihe #1601), 1973, ISBN 3-935822-90-1. Auch als: Flieh, Hexe, flieh!. Pabel (Vampir Taschenbuch #3) 1973. Hörspielbearbeitung: Madame Mandilips Puppen. Titania Medien, 2015.[1]
- Cosmos: Chapter 11: The Last Poet and the Robots (1934, Teil einer Gemeinschaftsarbeit mit zahlreichen anderen Autoren)
- Creep, Shadow! (1934, auch als Creep, Shadow, Creep!, 1935)
  - Deutsch: Die Königin der Schatten. Pabel (Vampir Taschenbuch #60), 1978.
- The Metal Monster (1920/1928, 1945)
  - Deutsch: Metallstadt. Fischer (Bibliothek der phantastischen Abenteuer #2739), 1988, ISBN 3-596-22739-9.
- The Fox Woman and The Blue Pagoda (1946, mit Hannes Bok)
- The Black Wheel (1947, mit Hannes Bok)

Sammlungen
- The Fox Woman and Other Stories (1949)
- A. Merritt: Reflections in the Moon Pool (1985, mit Sam Moskowitz)
- The Women of the Wood & The Fox Woman (2011)
- Through the Dragon Glass and Other Stories (2011)
- The Pool of the Stone God and Other Tales (2012)
- The A. Merritt Megapack: 19 Classic Novels and Stories (2014)
- Œuvres complètes (französische Werkausgabe, 2 Bde., 1997)
- Hexen & Teufel: Ein satanisches Lesebuch (2004, mit anderen Erzählungen von Sarban und Gustav Meyrink)

Kurzgeschichten
- Through the Dragon Glass (1917)
  - Deutsch: Durch das Drachenglas. In: Lin Carter (Hrsg.): Die Zaubergärten. Pabel (Terra Fantasy #45), 1978.
- The People of the Pit (1918)
  - Deutsch: Die Wesen der Tiefe. In: James Gunn (Hrsg.): Von Wells bis Stapledon. Heyne (Bibliothek der Science Fiction Literatur #92), 1988, ISBN 3-453-02758-2.
- The Moon Pool (1918)
- Three Lines of Old French (1919)
  - Deutsch: Drei Zeilen Altfranzösisch. In: Science-Fiction-Stories 41. Ullstein (Ullstein 2000 #77 (3081)), 1974, ISBN 3-548-03081-5.
- The Face in the Abyss (1923)
- The Pool of the Stone God (1923, auch als W. Fenimore)
- The Woman of the Wood (1926)
  - Deutsch: Mord im Geisterwald. In: Alden H. Norton (Hrsg.): Ein Totenschädel aus Zucker. Heyne (Heyne Allgemeine Reihe #867), 1971. Auch als: Das Herz des Waldes. In: Hugh Walker (Hrsg.): Der verzauberte Kreuzzug. Pabel (Terra Fantasy #91), 1981.
- The Drone Man (1934, auch als The Drone)
  - Deutsch: Gestaltwandler. In: Hans-Jürgen Frederichs (Hrsg.): SF Perry Rhodan Magazin, April 1981. Pabel, 1981. Auch als: Die Drohne. Übersetzt von Heiko Langhans. In: Joachim Körber (Hrsg.): Das große Lesebuch der klassischen Fantasy. Goldmann (Goldmann Fantasy #24818), 1998, ISBN 3-442-24818-3.
- Rhythm of the Spheres (1934)
- The Last Poet & the Wrongness of Space (1934)
- The Last Poet and the Robots (1934)
- The Challenge from Beyond : Part 2 (1935, Teil einer Gemeinschaftsarbeit mit C. L. Moore, H. P. Lovecraft, Robert E. Howard und Frank Belknap Long)
  - Deutsch: Die Bedrohung aus dem Weltraum. In: Frank Festa (Hrsg.): Der Lovecraft-Zirkel. Blitz (H. P. Lovecrafts Bibliothek des Schreckens #2603), 2000, ISBN 3-932171-89-6.
- The Fox Woman (1946)
- The Whelming of Cherkis (1946, Auszug aus The Metal Monster)
- When Old Gods Wake (1948)
  - Deutsch: Wenn alte Götter erwachen. In: Hugh Walker (Hrsg.): Magira, #37. EDFC, 1987.
- The White Road (1949)
- Pilgrimage, or, Obi Giese (1985)

Sachliteratur
- The Story Behind the Story (1942)

Hörspiele
- Gruselkabinett (Titania Medien) Folge 96/97: Madame Mandilips Puppen (2015), ISBN 978-3-7857-5114-5
- Gruselkabinett (Titania Medien) Folge 110: Der Drachenspiegel (2016), ISBN 978-3-7857-5253-1